# 주숙의
주숙의(중국어 정체자: 朱淑儀, 병음: Zhū Shúyí, Elaine Chu, 1969년 8월 7일 ~)는 홍콩의 프로듀서이다.

## 방송
- 삼명